# Anna Kózka
Anna Kózka (ur. 25 lipca 1980 w Bielsku-Białej) – polska aktorka.

## Życiorys
W 2006 roku ukończyła studia na PWST we Wrocławiu na kierunku Aktorstwo Dramatyczne. Współpracowała m.in. z Teatrem Na Woli im. T. Łomnickiego w Warszawie, Teatrem „Capitol” oraz Sceną Przodownik. Występuje w Kabarecie na Koniec Świata.

## Filmografia
- 2003: Wiara (etiuda szkolna) – dziewczyna
- 2006: Pierwsza miłość – kelnerka w pizzerii
- 2007: M jak miłość – pielęgniarka Kasia (odc. 494)
- 2007: Fala zbrodni – studentka (odc. 82)
- 2007: Biuro kryminalne – laska w klubie (odc. 17)
- 2008: Stracony czas – Ewa
- 2088: Barwy szczęścia – pielęgniarka (odc. 94, 97)
- 2009: Złotopolscy – Ania, koleżanka Kasi (odc. 1058-1060, 1066-1067)
- 2009: Świnki – Kaśka
- 2009: M jak miłość – pielęgniarka (odc. 686)
- 2009: Barwy szczęścia – pielęgniarka (odc. 334, 336)
- 2010: Na dobre i na złe – Agata Kozik, wychowawczyni Mai (odc. 424)
- 2011: Przepis na życie – recepcjonistka w Rozwalinie (odc. 26)
- 2011–2012: Klan (serial telewizyjny) – Joanna, ekspedientka w sklepie
- 2012–2013, 2016, od 2023 Na wspólnej – Martyna Szulc
- 2013–2014: Pierwsza miłość – Nikola Duda
- 2017: Na dobre i na złe – Ania (odc. 672)
- 2019: O mnie się nie martw – Zofia, wychowawczyni w przedszkolu Zbyszka (odc. 120, 122)

### Dubbing
- 2008: Mia i Migunki – jako Pablo

### Spektakle
- 2006: Iwona, księżniczka Burgunda – jako Dama Dworu
- 2006: Don Juan – jako Tisbea
- 2006: Śluby panieńskie – jako Klara
- 2007: Sz jak Szarik – jako Wierka
- 2008: Elementarz dla mieszkańców miasta
- 2008: Tiramisu – jako Planerka
- 2008: Zazdrość – jako Irys
- 2010: Gąska – jako Nonna
- 2011: Koziołek Matołek
- 2012: Stop The Tempo
- 2015: Bromba w sieci – jako Narratorka, Babcia